# 3445 Pinson
3445 Pinson eller 1983 FC är en asteroid i huvudbältet som upptäcktes den 16 mars 1983 av den amerikanske astronomen Evan Barr vid Anderson Mesa Station. Den är uppkallad efter amerikanen astronomen William H. Pinson.
Asteroiden har en diameter på ungefär 19 kilometer och den tillhör asteroidgruppen Adeona.